# منير الماجدي
محمد منير الماجدي (مواليد 19 يناير 1965) مهندس ورجل أعمال مغربي يشغل منصب وكيل ملك المغرب محمد السادس منذ سنة 2000.

## سيرته
حصل على شهادة في إدارة الأعمال من جامعة أمريكية، أصبح وكيل ملك المغرب محمد السادس في العام 2000، ثم عينه الملك بعدها بعامين رئيسا لشركة سيجير الشركة القابضة لجميع أسهم الأسرة المالكة في شركات مناجم وأراض زراعية وشركات اتصالات. يرأس منظمة ثقافية غير هادفة للربح تنظم مهرجانا موسيقيا (موازين) في المغرب. وهو رئيس نادي الفتح الرباطي.